# Omloop van de Gouden Garnaal
De Omloop van de Gouden Garnaal (voorheen: Omloop van het Meetjesland) is een Belgische eendaagse wielerwedstrijd die wordt verreden in het Meetjesland in de maand juli. De wedstrijd werd in 1984 opgericht onder de naam "Omloop van het Meetjesland" maar werd in 2005 omgedoopt tot de "Omloop van de Gouden Garnaal".

## Lijst van winnaars

### Meervoudige winnaars
| Overwinningen | Renner             | Land      | Jaren       |
| ------------- | ------------------ | --------- | ----------- |
| 2             | Adrie van der Poel | Nederland | 1994 + 1995 |
| 2             | Geert Omloop       | België    | 2003 + 2007 |

### Overwinningen per land
| Overwinningen | Land      |
| ------------- | --------- |
| 18            | België    |
| 5             | Nederland |
| 1             | Duitsland |